# Минско-Могилёвский архидиоцез

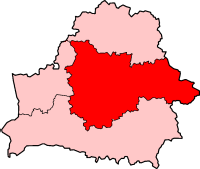
Минско-Могилёвский архидиоцез на карте Республики Беларусь.

Минско-Могилёвский архидиоцез (лат. Archidioecesis Minscensis Latinorum-Mohiloviensis Latinorum, бел. Мінска-Магілёўская архідыяцэзія) — католическая архиепархия в Беларуси. В Минско-Могилёвскую митрополию входят епархии Витебска, Гродно и Пинска. Кафедральным собором архиепархии является церковь Пресвятой Девы Марии в Минске. Сокафедральный собор — церковь Успения Девы Марии в Могилёве.

## История
Архиепархия Могилёва была образована 15 апреля 1783 года бреве Onerosa pastoralis officii cura Римского папы Пия VI. Кафедра архиепископа Могилёва находилась в Санкт-Петербурге.
9 августа 1798 года была образована епархия Минска, которая вошла в митрополию Могилёва. В 1869 году Минская епархия была ликвидирована, её территория присоединена к архиепархии Могилёва. В 1917 году Минская епархия была восстановлена, де-факто просуществовала до начала 20-х годов, когда вновь была ликвидирована советскими властями. Единственным епископом Минска в этот период был Зигмунд Лозинский.
1 декабря 1921 года Могилёвская архиепархия передала часть своей территории для возведения апостольского викариата Сибири, который 2 марта 1923 года был преобразован в Епархию Владивостока.
13 апреля 1991 года Римский папа Иоанн Павел II выпустил буллу Ex quadam, которой де-юре объединил архиепархию Могилёва и епархию Минска в одну епархию. В этот же день архиепархия Могилёва передала часть своей территории для возведения апостольских администратур Москвы (сегодня — Архиепархия Божией Матери) и Новосибирска (сегодня — Преображенская епархия в Новосибирске).

## Структура
Архиепархия занимает территорию Минской и Могилёвской областей. Первоначально включала также территорию Витебской области, на которой в 1999 был образован Витебский диоцез. Прочие епархии Белоруссии подчинены Минско-Могилёвской митрополии.

### Деканаты
- Бобруйский
- Борисовский
- Вилейский
- Воложинский
- Минск-Восток
- Минск-Запад
- Могилёвский
- Молодечненский
- Мядельский
- Несвижский
- Столбцовский

### Учебное заведение
- Минский теологический колледж имени Святого Иоанна Крестителя

## Епископы
Первым архиепископом был назначен кардинал Казимир Свёнтэк. 14 июня 2006 папа Бенедикт XVI принял его прошение об освобождении от руководства диоцезом; апостольским администратором назначен Антоний Демьянко.
21 сентября 2007 новым архиепископом Минско-Могилёвским назначен Тадеуш Кондрусевич, до этого дня бывший главой архидиоцеза Божией Матери в Москве. Вспомогательные епископы — Юрий Кособуцкий и Александр Яшевский.
14 сентября 2021 Папа Римский Франциск назначил Иосифа Станевского митрополитом Минско-Могилевским.

## Статистика
Согласно данным сайта gcatholic.org в 2017 году диоцез насчитывал 669 330 католиков (15 % всего населения), 123 священника, 81 монаха, 72 монахини и 122 прихода.
| год  | население | население  | население | священники | священники        | священники         | священники                           | постоянные диаконы | монахи  | монахи  | приходы |
| год  | католики  | всего      | %         | всего      | белое духовенство | черное духовенство | число католиков на одного священника | постоянные диаконы | мужчины | женщины | приходы |
| ---- | --------- | ---------- | --------- | ---------- | ----------------- | ------------------ | ------------------------------------ | ------------------ | ------- | ------- | ------- |
| 1990 | 250 000   | 10 000 000 | 2,5       | 62         | 50                | 12                 | 4.032                                |                    | 12      |         | 162     |
| 1999 | 350 000   | 6 200 000  | 5,6       | 73         | 39                | 34                 | 4.794                                |                    | 54      | 90      | 132     |
| 2000 | 210 000   | 4 800 000  | 4,4       | 51         | 28                | 23                 | 4.117                                |                    | 42      | 52      | 79      |
| 2001 | 210 000   | 4 800 000  | 4,4       | 58         | 31                | 27                 | 3.620                                |                    | 41      | 68      | 79      |
| 2002 | 210 000   | 4 800 000  | 4,4       | 56         | 31                | 25                 | 3.750                                |                    | 35      | 54      | 84      |
| 2003 | 210 000   | 4 800 000  | 4,4       | 66         | 32                | 34                 | 3.181                                |                    | 44      | 60      | 84      |
| 2004 | 210 000   | 4 800 000  | 4,4       | 66         | 35                | 31                 | 3.181                                |                    | 43      | 65      | 89      |
| 2013 | 610 000   | 4 709 000  | 13,0      | 122        | 57                | 65                 | 5.000                                |                    | 76      | 69      | 222     |
| 2016 | 625 000   | 4 401 000  | 14,2      | 122        | 62                | 60                 | 5.122                                |                    | 77      | 68      | 222     |
| 2019 | 670 200   | 4 467 700  | 15,0      | 126        | 67                | 59                 | 5.319                                |                    | 79      | 73      | 122     |